# Номерні знаки Франції

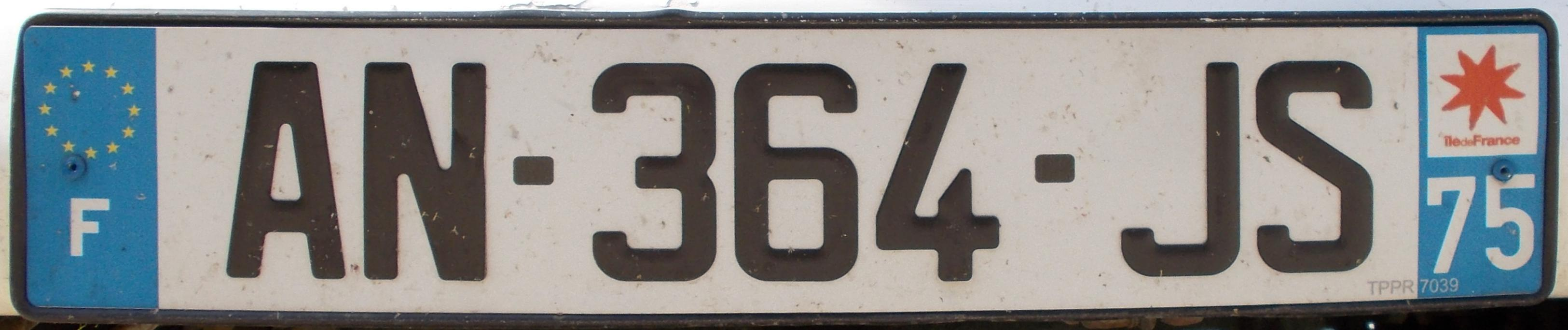
Регулярний номер. Париж.

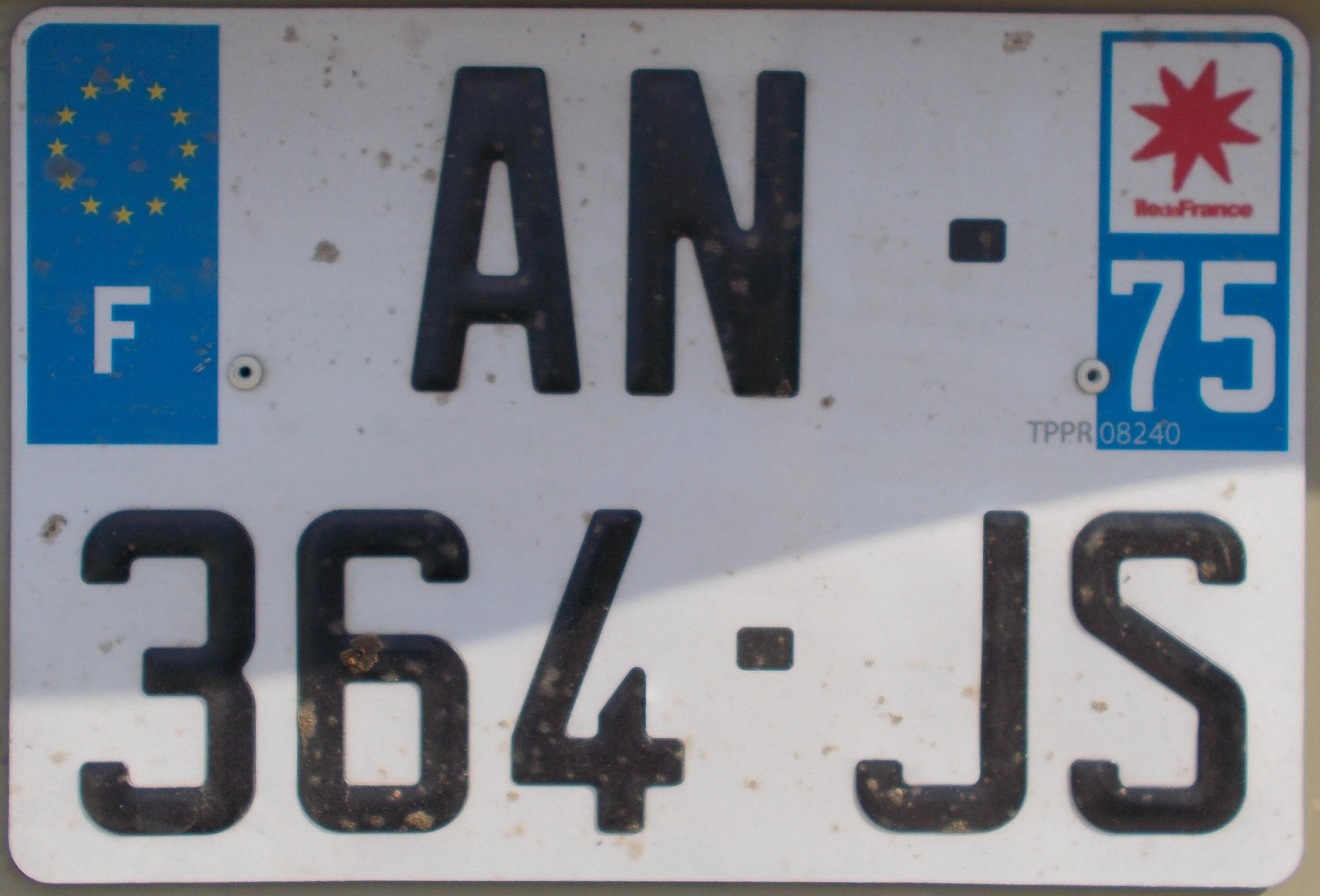
Регулярний дворядковий номер. Париж.

Код Франції для міжнародного руху ТЗ — (F).

## Чинна схема SIV (2009р.)

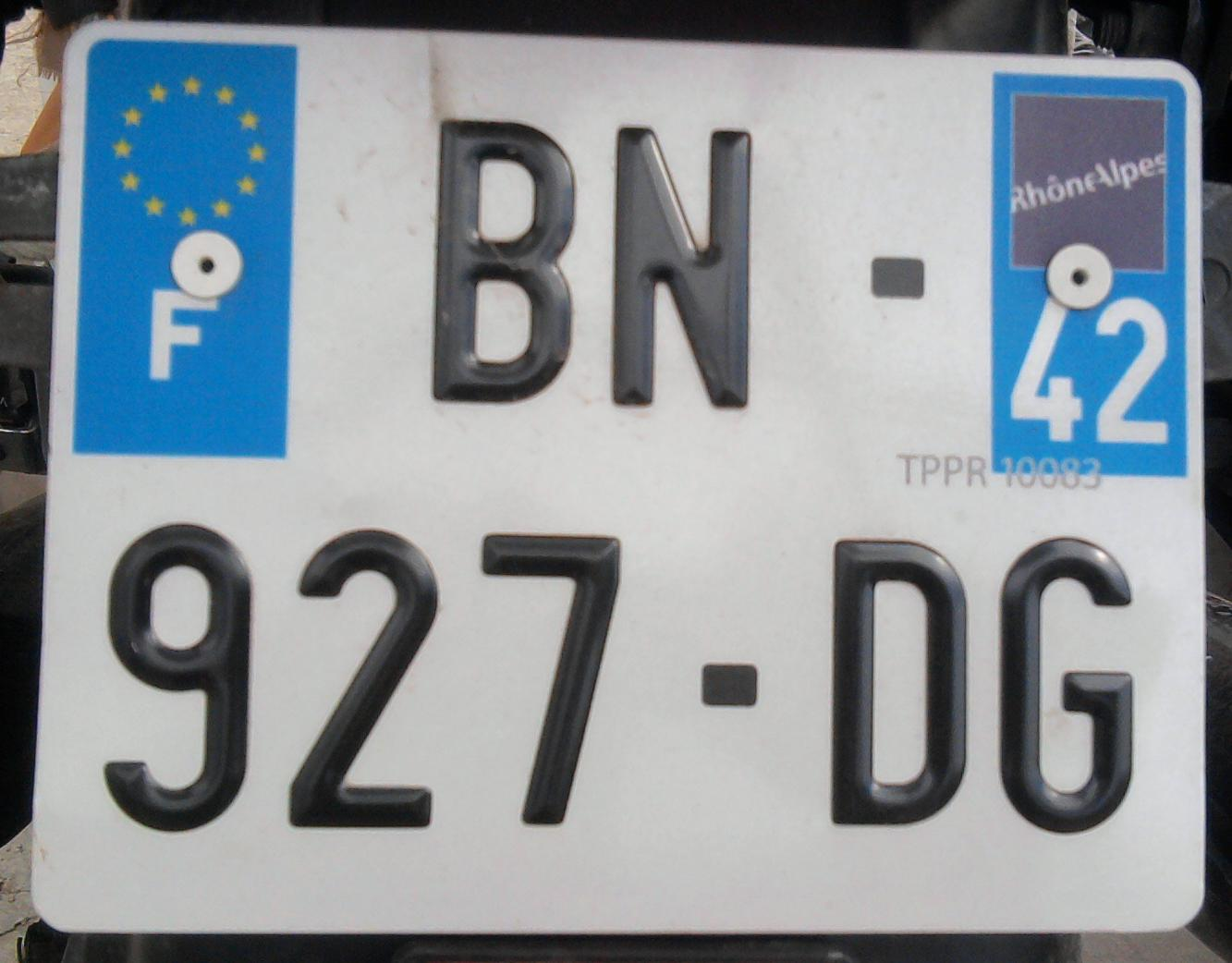
Регулярний мотономер.

### Регулярні номерні знаки
У 2009 році було запроваджено загальнонаціональну «Систему номерних знаків транспортних засобів» (SIV). Чинні номерні знаки мають формат АБ-123-ВГ, де АБ — префікс, що не має інформаційного навантаження, 123 — порядковий номер, ВГ — суфікс, що не має інформаційного навантаження. В лівому боці пластини розташовано синю стрічку з кодом (F) та зображенням європейських зірок, в правому боці пластини розташовано аналогічну за розмірами синю стрічку з кодом департаменту та зображенням офіційного логотипу регіону, де розташовано цей департамент. Тло основного поля для передніх та задніх регулярних номерних знаків — біле.
У зв'язку з економічною ситуацією впровадження нової системи номерних знаків було перенесено з 1 січня 2009 року на 15 квітня 2009 року. Для власників вже зареєстрованих за старою схемою транспортних засобів перехід на нову здійснився 15 жовтня 2009 (тільки якщо потрібні зміни в документах).

### Регіони
Логотипи регіонів є умовними графічними символами і не є гербами регіонів. Відповідність континентальних департаментів регіонам є наступною:
- Аквітанія — 24, 33, 40, 47, 64
- Бретань — 22, 29, 35, 56
- Бургундія — 21, 58, 71, 89
- Верхня Нормандія — 27, 76
- Ельзас — 67, 68
- Іль-де-Франс — 75, 77, 78, 91, 92, 93, 94, 95
- Корсика — 2A, 2B
- Лангедок-Русійон — 11, 30, 34, 48, 66
- Лімузен — 19, 23, 87
- Лотарингія — 54, 55, 57, 88
- Нор-Па-де-Кале — 59, 62
- Нижня Нормандія — 14, 50, 61
- Овернь — 03, 15, 43, 63
- Пеї-де-ла-Луар — 44, 49, 53, 72, 85
- Південь-Піренеї — 09, 12, 31, 32, 46, 65, 81, 82
- Пікардія — 02, 60, 80
- Прованс — Альпи — Лазурний Берег — 04, 05, 06, 13, 83, 84
- Рона-Альпи — 01, 07, 26, 38, 42, 69, 73, 74
- Франш-Конте — 25, 39, 70, 90
- Центр — Долина Луари — 18, 28, 36, 37, 41, 45
- Шампань-Арденни — 08, 10, 51, 52

Заморські департаменти одночасно виступають регіонами.

### Інші номерні знаки системи SIV

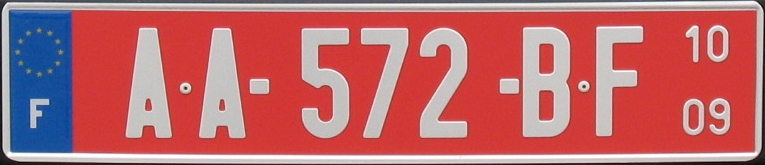
Тимчасова реєстрація

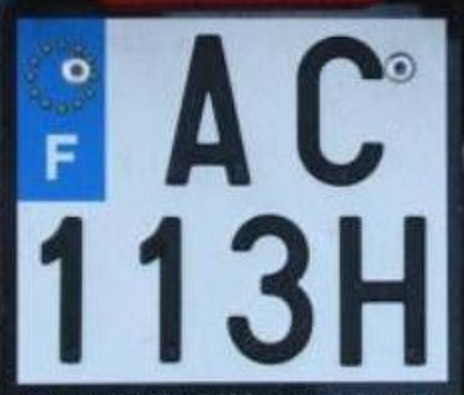
Мопед

- Номерні знаки для автомобільних дилерів мають формат WW-123-АБ
- Номерні знаки для демонстраційних цілей серії «ГАРАЖ» мають формат W-123-АБ
- Номерні знаки для колекційних історичних автомобілів мають формат АБ-123-ВГ, білі символи на чорному тлі. Сині стрічки праворуч і ліворуч — відсутні
- Тимчасові номерні знаки мають формат АБ-123-ВГ, білі символи на червоному тлі. Замість правої синьої стрічки розташовано дату терміну дії пластини
- Номерні знаки вільних митних зон мають формат АБ-123-ВГ, білі символи на червоному тлі
- Номерні знаки мопедів мають формати А12Б, А123Б, АБ12В, АБ123В.

## Система FNI (1950–2009)

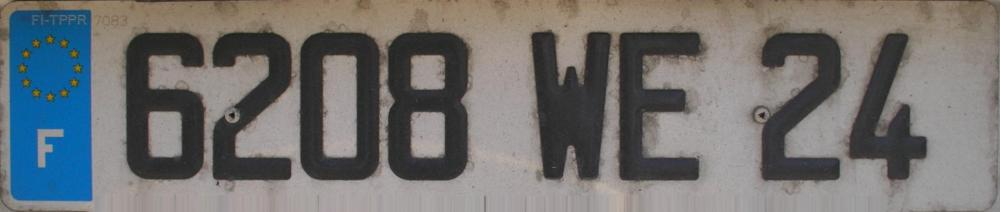
Передній регулярний номер 2004 р.

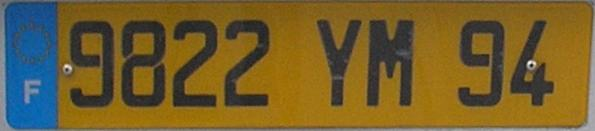
Задній регулярний номер 2004 р.

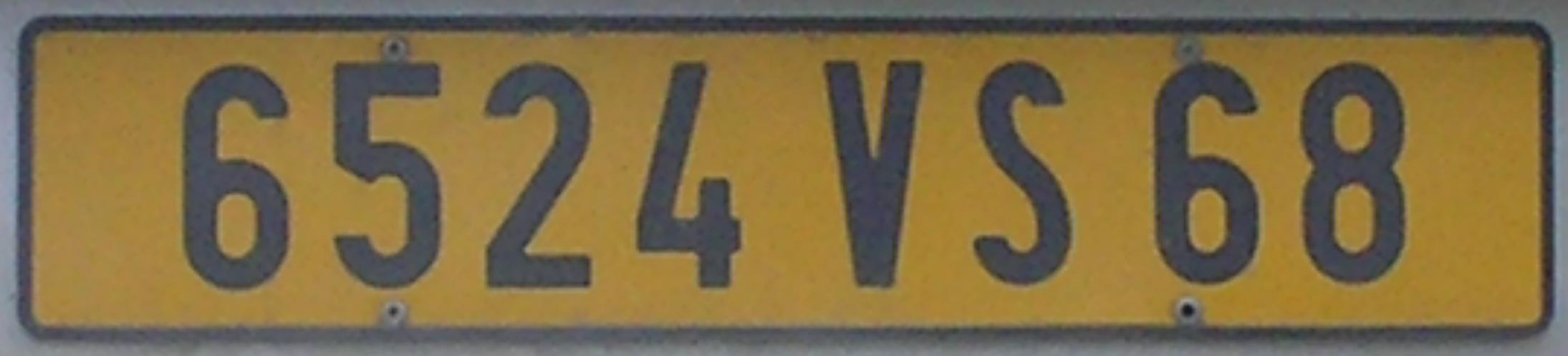
Задній регулярний номер 1993 р.

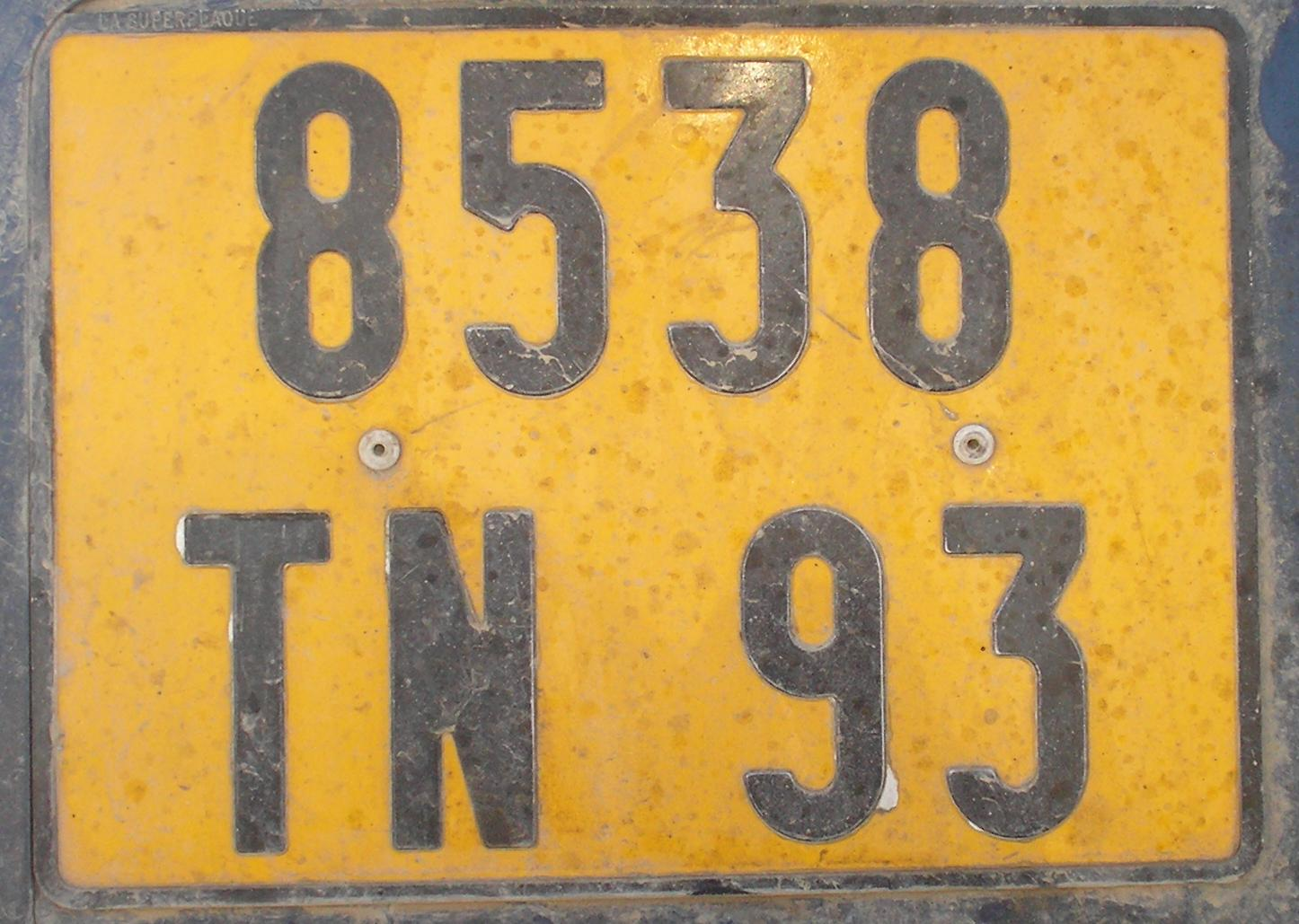
Задній дворядковий номер 1993 р.

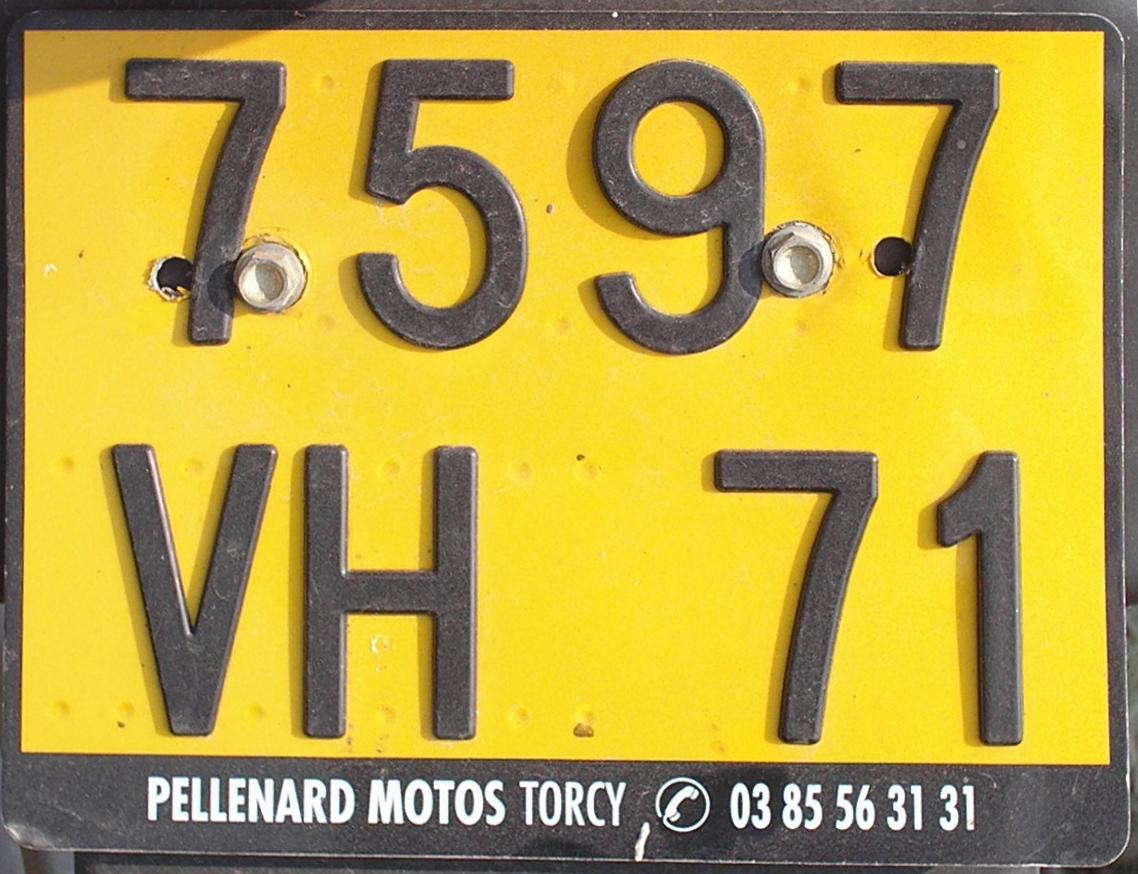
Мотономер 1993 р.

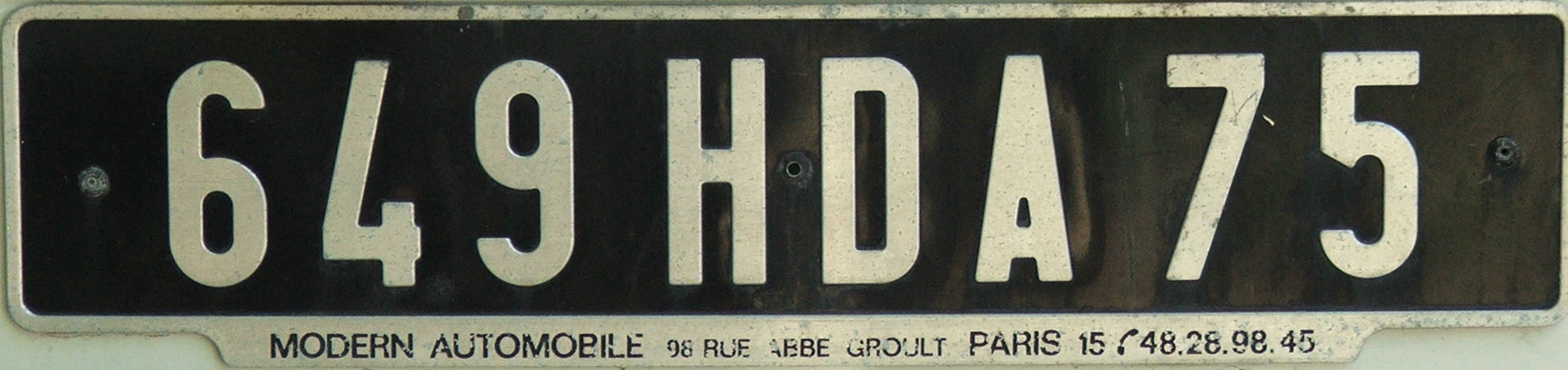
Регулярний номер до 1992 р.

Від 1950 до 2009 року у вжитку була система «національних файлів номерних знаків» (FNI). Кодування за регіональною ознакою здійснювалося цифровими кодами департаментів.

### Схеми розташування символів
Формати номерних знаків мали вигляд:
- 1А23
- 12А34
- 123А45
- 1234А56
- 1АБ23
- 12АБ34
- 123АБ45
- 1234АБ56
- 1АБВ23
- 12АБВ34
- 123АБВ45

Ліворуч від літер розташовано порядковий номер (1-4 цифри), самі літери означають серію (1-3 літери), останні цифри — код департаменту (2 цифри).
Є два винятки з системи нумерації департаментів:
- Від 1975 року на Корсиці, замість єдиного коду 20 існують два коди: 2A — Південна Корсика та 2B — Верхня Корсика.
- Заморські департаменти мають тризначні коди:
  - 971 - Гваделупа
  - 972 — Мартиніка
  - 973 — Французька Гвіана
  - 974 — Реюньйон
  - 975 — Сен-П'єр і Мікелон
  - 976 — Майотта
  - 977 — Сен-Бартелемі
  - 978 — Сен-Мартен

### Кольори номерних знаків
Кольорове забарвлення регулярних номерних знаків в період 1950–2009 рр. змінювалося двічі:
- до 1993 року номерні знаки мали чорне тло та сріблясті або білі символи;
- від 1993 до 2004 року передні номерні знаки мали біле тло та чорні символи, задні — жовте тло та чорні символи;
- від 2004 до 2009 року в лівому боці пластини зображалася синя стрічка з європейськими зірками та кодом (F).
- від 2007 до 2009 року тло задніх номерних знаків — біле.

### Коди континентальних департаментів
- 01 Ен
- 02 Ена
- 03 Альє
- 04 Альпи Верхнього Провансу
- 05 Верхні Альпи
- 06 Приморські Альпи
- 07 Ардеш
- 08 Арденни
- 09 Ар'єж
- 10 Об
- 11 Од
- 12 Аверон
- 13 Буш-дю-Рон
- 14 Кальвадос
- 15 Канталь
- 16 Шаранта
- 17 Приморська Шаранта
- 18 Шер
- 19 Коррез
- 2A Південна Корсика
- 2B Верхня Корсика
- 21 Кот-д'Ор
- 22 Кот-д'Армор
- 23 Крез
- 24 Дордонь
- 25 Ду
- 26 Дром
- 27 Ер
- 28 Ер і Луар
- 29 Фіністер
- 30 Гар
- 31 Верхня Гаронна
- 32 Жерс
- 33 Жиронда
- 34 Еро
- 35 Іль і Вілен
- 36 Ендр
- 37 Ендр і Луара
- 38 Ізер
- 39 Жура
- 40 Ланди
- 41 Луар і Шер
- 42 Луара
- 43 Верхня Луара
- 44 Атлантична Луара
- 45 Луаре
- 46 Лот
- 47 Лот і Гаронна
- 48 Лозер
- 49 Мен і Луара
- 50 Манш
- 51 Марна
- 52 Верхня Марна
- 53 Маєнн
- 54 Мерт і Мозель
- 55 Мез
- 56 Морбіан
- 57 Мозель
- 58 Ньєвр
- 59 Нор
- 60 Уаза
- 61 Орн
- 62 Па-де-Кале
- 63 Пюї-де-Дом
- 64 Атлантичні Піренеї
- 65 Верхні Піренеї
- 66 Східні Піренеї
- 67 Нижній Рейн
- 68 Верхній Рейн
- 69 Рона
- 70 Верхня Сона
- 71 Сона і Луара
- 72 Сарта
- 73 Савоя
- 74 Верхня Савоя
- 75 Париж
- 76 Приморська Сена
- 77 Сена і Марна
- 78 Івлін
- 79 Де-Севр
- 80 Сомма
- 81 Тарн
- 82 Тарн і Гаронна
- 83 Вар
- 84 Воклюз
- 85 Вандея
- 86 В'єнна
- 87 Верхня В'єнна
- 88 Вогези
- 89 Йонна
- 90 Територія Бельфор
- 91 Ессонн
- 92 О-де-Сен
- 93 Сена-Сен-Дені
- 94 Валь-де-Марн
- 95 Валь-д'Уаз

## Збройні формування
Номерні знаки військових ТЗ мають формат 1234 5678 та містять емблему відповідного підрозділу. Перша цифра — код підрозділу:
- 2 — Жандармерія
- 6 — Армія
- 7 — Військово-Морські Сили
- 8 — Військово-Повітряні Сили
- 9 — Загальні служби

Друга і третя цифри — рік випуску або модернізації ТЗ. Четверта цифра — тип ТЗ:
- 1 — легкові автомобілі та автобуси
- 2 — мікроавтобуси
- 3 — вантажні ТЗ
- 4 — броньовані ТЗ
- 5 — модернізовані легкові автомобілі та автобуси
- 6 — модернізовані мікроавтобуси
- 7 — модернізовані вантажні ТЗ
- 8 — модернізовані броньовані ТЗ
- 9 — мотоцикли
- 0 — причіпи

Останні чотири цифри — порядковий номер.
Від 2009 року номерні знаки Жандармерії видаються на загальних підставах у форматі АБ-123-ВГ і містять відповідну емблему замість логотипу Регіону і коду департаменту.

## Національна поліція
Номери мають формат 12А 3456Б.
- 12 — код департаменту;
- А — код розповсюдження повноважень: D — департамент, R — регіон, N — загальнонаціональний, E — в межах ЄС.

## Дипломатичні номерні знаки

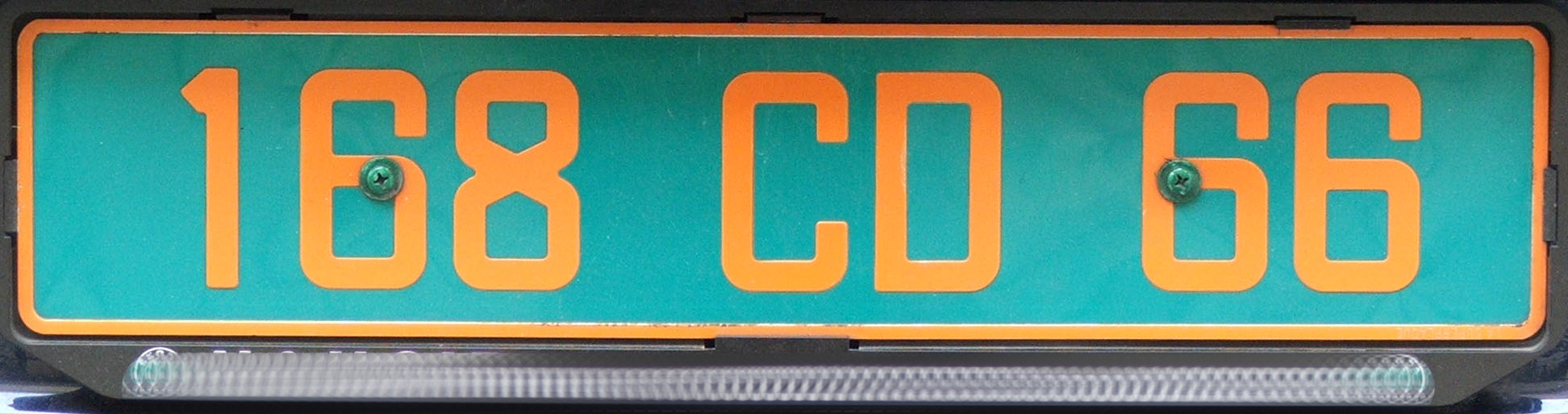
Дипломатичний персонал

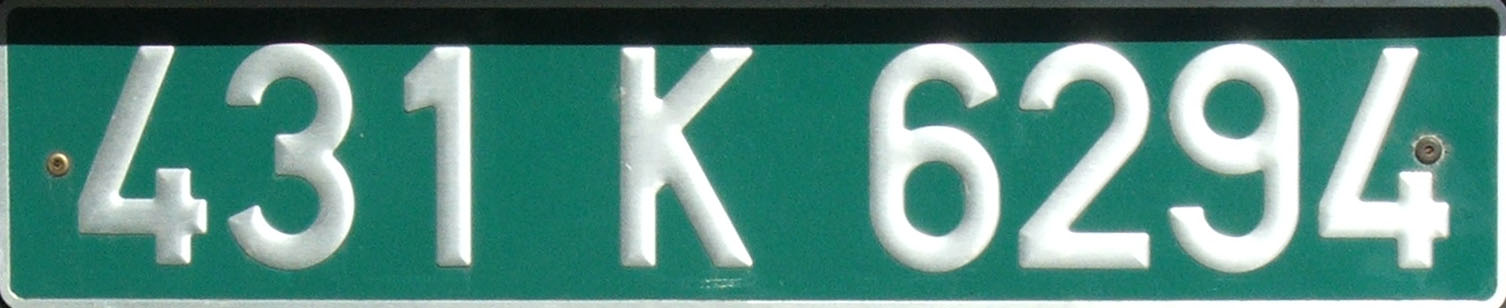
Персонал міжнародної організації

Номерні знаки для ТЗ осіб з дипломатичним статусом мають помаранчеві символи на зеленому тлі.
- CMD — голова дипломатичної місії або представництва міжнародної організації
- CD — співробітник з дипломатичним статусом

Номерні знаки для ТЗ консулів та недипломатичного персоналу мають сріблясті символи на зеленому тлі.
- С — консульський транспорт
- К — адміністративний чи технічний персонал посольств, консульств або міжнародних організацій

Узагальнено формат номерних знаків цього типу має вигляд 123АБВ4567, де 123 — код країни або організації (1-3 цифри), АБВ — код персоналу (CMD, CD, C або K), 4567 — номер (1-4 цифри).
Консульські номерні знаки мають після номера код департаменту за місцем знаходження консульської установи, тобто 123К4567.89.
До вищевказаного ядра номерного знаку можуть додаватися префікси та суфікси.
- Префікси означають приналежність до однієї з міжнародних організацій:
  - E — Представництва країн при Організації економічного співробітництва і розвитку
  - N — застарілий код Представництв країн при НАТО (не вживається з 1967 року)
  - S — Представництва країн при Раді Європи
  - U — Представництва країн при ЮНЕСКО
- Суфікси означають необхідність або звільнення ТЗ від митних операцій (для серій С і К)
  - Х — ТЗ не звільняється від митного оформлення
  - Z — ТЗ звільняється від митного оформлення

### Кодування країн
Від 1 до 199 — коди країн для дипломатичних та консульських установ. Від 201 до 399 — коди тих самих країн у представництвах міжнародних організацій (код+200). Код 200 має Франція.
- 1 — Афганістан
- 2 — ПАР
- 3 — Албанія
- 4 — Алжир
- 5 — Німеччина
- 6 — США
- 7 — Єгипет
- 8 — Саудівська Аравія
- 9 — Аргентина
- 10 — Австралія
- 11 — Австрія
- 12 — Бельгія
- 13 — Бірма
- 14 — Болівія
- 15 — Бутан
- 16 — Бразилія
- 17 — Болгарія
- 18 — Бурунді
- 19 — Камбоджа
- 20 — Камерун
- 21 — Канада
- 22 — ЦАР
- 23 — Шрі-Ланка
- 24 — Чилі
- 25 — Тайвань (застаріле)
- 26 — Китай
- 27 — Кіпр
- 28 — Колумбія
- 29 — Конго-Браззавіль
- 30 — Конго-Кіншаса
- 31 — Південна Корея
- 32 — Коста-Рика
- 33 — Кот-д'Івуар
- 34 — Куба
- 35 — Бенін
- 36 — Данія
- 37 — Домінікана
- 38 — Сальвадор
- 39 — Еквадор
- 40 — Іспанія
- 41 — Ефіопія
- 42 — Фінляндия
- 43 — Габон
- 44 — Гана
- 45 — Велика Британія
- 46 — Греція
- 47 — Гватемала
- 48 — Гвінея
- 49 — Гаїті
- 50 — Буркіна Фасо
- 51 — Гондурас
- 52 — Угорщина
- 53 — Індія
- 54 — Індонезія
- 55 — Ірак
- 56 — Іран
- 57 — Ірландія
- 58 — Ісландія
- 59 — Ізраїль
- 60 — Італія
- 61 — Ямайка
- 62 — Японія
- 63 — Йорданія
- 64 — Кенія
- 65 — Кувейт
- 66 — Лаос
- 67 — Ліван
- 68 — Ліберія
- 69 — Лівія
- 70 — Ліхтенштейн
- 71 — Люксембург
- 72 — Малайзія
- 73 — Малаві
- 74 — Мадагаскар
- 75 — Малі
- 76 — Марокко
- 77 — Мавританія
- 78 — Мексика
- 79 — Монако
- 80 — Непал
- 81 — Нікарагуа
- 82 — Нігер
- 83 — Нігерія
- 84 — Норвегія
- 85 — Нова Зеландія
- 86 — Уганда
- 87 — Пакистан
- 88 — Панама
- 89 — Парагвай
- 90 — Нідерланди
- 91 — Перу
- 92 — Філіппіни
- 93 — Польща
- 94 — Пртугалія
- 95 — Родезія (застаріле)
- 96 — Румунія
- 97 — Руанда
- 98 — Сан-Марино
- 99 — Ватикан
- 100 — Сенегал
- 101 — Сьєрра-Леоне
- 102 — Сомалі
- 103 — Судан
- 104 — Швеція
- 105 — Швейцарія
- 106 — Сирія
- 107 — Танзанія
- 108 — Чад
- 109 — ЧСФР (застаріле)
- 110 — Таїланд
- 111 — Того
- 112 — Тринідад і Тобаго
- 113 — Туніс
- 114 — Туреччина
- 115 — РФ
- 116 — Уругвай
- 117 — Венесуела
- 118 — В'єтнам
- 119 — Ємен
- 120 — Сербія
- 121 — Замбія
- 122 — Маврикій
- 123 — Монголія
- 124 — НДРЄ (застаріле)
- 125 — Бангладеш
- 126 — Катар
- 127 — ОАЕ
- 128 — RDA (застаріле)
- 129 — Сінгапур
- 130 — Оман
- 131 — Бахрейн
- 132 — КНДР
- 133 — Сейшели
- 134 — Мальта
- 135 — Джибуті
- 136 — Комори
- 137 — Ангола
- 138 — Екваторіальна Гвінея
- 139 — Зімбабве
- 140 — Кабо-Верде
- 141 — Гвінея-Бісау
- 142 — Мозамбік
- 143 — Суринам
- 144 — Сент-Люсія
- 145 — Гамбія
- 146 — Бруней
- 147 — Сан-Томе і Принсіпі
- 148 — Беліз
- 149 — Намібія
- 150 — Естонія
- 151 — Латвія
- 152 — Литва
- 153 — Україна
- 154 — Багами
- 155 — Барбадос
- 156 — Ботсвана
- 157 — Фіджі
- 158 — Гренада
- 159 — Гаяна
- 160 — Лесото
- 161 — Папуа Нова-Гвінея
- 162 — Самоа
- 163 — Тонга
- 164 — Антигуа і Барбуда
- 165 — Словенія
- 166 — Хорватія
- 167 — Словаччина
- 168 — Чехія
- 169 — Боснія і Герцеговина
- 170 — Македонія
- 171 — Вірменія
- 172 — Білорусь
- 173 — Казахстан
- 174 — Грузія
- 175 — Туркменистан
- 176 — Ірак
- 177 — Узбекистан
- 178 — Азербайджан
- 179 — Андорра
- 180 — Еритрея
- 181 — Молдова
- 182 — Сен-Вінсент і Гренадини
- 183 — Домініка
- 184 — Сент-Кітс і Невіс
- 185 — Чорногорія
- 186 — * 187 — * 188 — * 189 — * 190 — Квебек
- 191 — Міжнародний суд з прав людини
- 192 — * 193 — КНДР
- 194 — * 195 — Палестина
- 196 — Тайвань
- 197 — Косово
- 198 — Південний Судан
- 200 — Франція

### Кодування міжнародних організацій
- 401 — ЮНЕСКО
- 402 — ОБСЄ
- 403 — НАТО
- 404 — Європейська Організація Розвитку Космічних Стартів (Застаріле)
- 405 — Європейська Космічна Агенція
- 406 — Центральна Комісія Навігації по Рейну
- 407 — Міжнародна організація цивільної авіації
- 408 — Міжнародний банк реконструкції і розвитку
- 409 — Міжнародний валютний фонд
- 410 — Дитячий фонд ООН (ЮНІСЕФ)
- 411 — Інформаційний центр ООН
- 412 — Міжнародна організація праці
- 413 — Західноєвропейський союз
- 414 — Агенція ООН з допомоги палестинським біженцям і організації робіт на Близькому Сході
- 415 — Європейський Союз
- 416 — Європейський співтовариство з атомної енергії
- 417 — Європейське залізничне агентство
- 418 — Європейська та Середземноморська організація захисту рослин
- 419 — Міжнародна метеорологічна організація
- 420 — Євроконтроль
- 421 — Міжнародна організація винограду і вина
- 422 — Союз міжнародних ярмарків
- 423 — Міжамериканський банк розвитку
- 424 — Міжнародний полярний інститут
- 425 — Африканська міжурядова організація кави
- 426 — Міжнародна конференція по африканському страхуванню
- 427 — Організація африканської і малагасийскої кави
- 428 — Управління франко-німецької молоді
- 429 — Міжурядова рада експорту міді
- 430 — Центральний банк держав Західної Африки
- 431 — Європейська лабораторія з фізики часточок
- 432 — Інтерпол
- 433 — Міжнародна організація франкофонії
- 434 — Міжнародне бюро мір і ваг
- 435 — Європейська лабораторія молекулярної біології
- 436 — Арабський банк економічного розвитку
- 437 — Програма ООН з навколишнього середовища
- 438 — Міжнародне епізоотичне бюро
- 439 — Міжнародний центр по реєстрації періодичних видань
- 440 — Європейська Організація Супутникового Телебачення (Eutelsat)
- 441 — Латинський Союз
- 442 — Міжнародна організація супутникових телекомунікацій (Intelsat)
- 443 — Центральний банк держав Центральної Африки
- 444 — Міжнародний центр вивчення раку
- 445 — Європейський Банк Реконструкції та Розвитку
- 446 — Офіс спілки сортів рослин
- 447 — Генеральний секретаріат організації франкофонії
- 448 — Європейський суд з прав людини
- 449 — Ліга арабських держав
- 451 — Європейська комісія
- 452 — Організація зі співробітництва у сфері колективного озброєння
- 453 — Інститут досліджень в галузі безпеки Європейського союзу
- 454 — Міжнародний термоядерний експериментальний реактор
- 500 — Важливі персони з дипломатичним статусом
- 600 — Рада Європи
- 700 — Міжнародна агенція з вивчення і боротьби проти раку
- 800 — Колишня штаб-квартира НАТО (застаріле)